# Municipio de Delaware (Misuri)
El municipio de Delaware (en inglés: Delaware Township) es un municipio ubicado en el condado de Shannon en el estado estadounidense de Misuri. En el año 2010 tenía una población de 91 habitantes y una densidad poblacional de 0,83 personas por km².

## Geografía
El municipio de Delaware se encuentra ubicado en las coordenadas 37°4′55″N 91°25′56″O / 37.08194, -91.43222. Según la Oficina del Censo de los Estados Unidos, el municipio tiene una superficie total de 109.57 km², de la cual 109,57 km² corresponden a tierra firme y (0 %) 0 km² es agua.

## Demografía
Según el censo de 2010, había 91 personas residiendo en el municipio de Delaware. La densidad de población era de 0,83 hab./km². De los 91 habitantes, el municipio de Delaware estaba compuesto por el 75,82 % blancos, el 3,3 % eran amerindios y el 20,88 % eran de una mezcla de razas. Del total de la población el 0 % eran hispanos o latinos de cualquier raza.